# حارة المصلابة (ذمار)

تعديل مصدري - تعديل

حارة المصلابة هي إحدى حارات مدينة ذمار التابعة لمحافظة ذمار، بلغ تعداد سكانها 176 نسمة حسب تعداد اليمن لعام 2004.